# Labéo bicolore
Epalzeorhynchos bicolor
Espèce
Synonymes
- Epalzeorhynchus bicolor Smith, 1931
- Labeo bicolor Smith, 1931

Statut de conservation UICN

 CR B1ab(iii,v)+2ab(iii,v) : 
En danger critique
Le labéo bicolore, requin noir à queue rouge ou labéo à queue rouge (Epalzeorhynchos bicolor), anciennement Labeo bicolor, est une espèce de poissons d'eau douce de la famille des Cyprinidés. Il est originaire de Thaïlande : c'est une espèce endémique du fleuve Chao Phraya.
Cette espèce en danger critique d'extinction est toutefois disponible pour l'aquariophilie.

## Description
Le labéo bicolore tient son nom vernaculaire de sa livrée noir profond et de sa queue rouge vif ou orangée. 

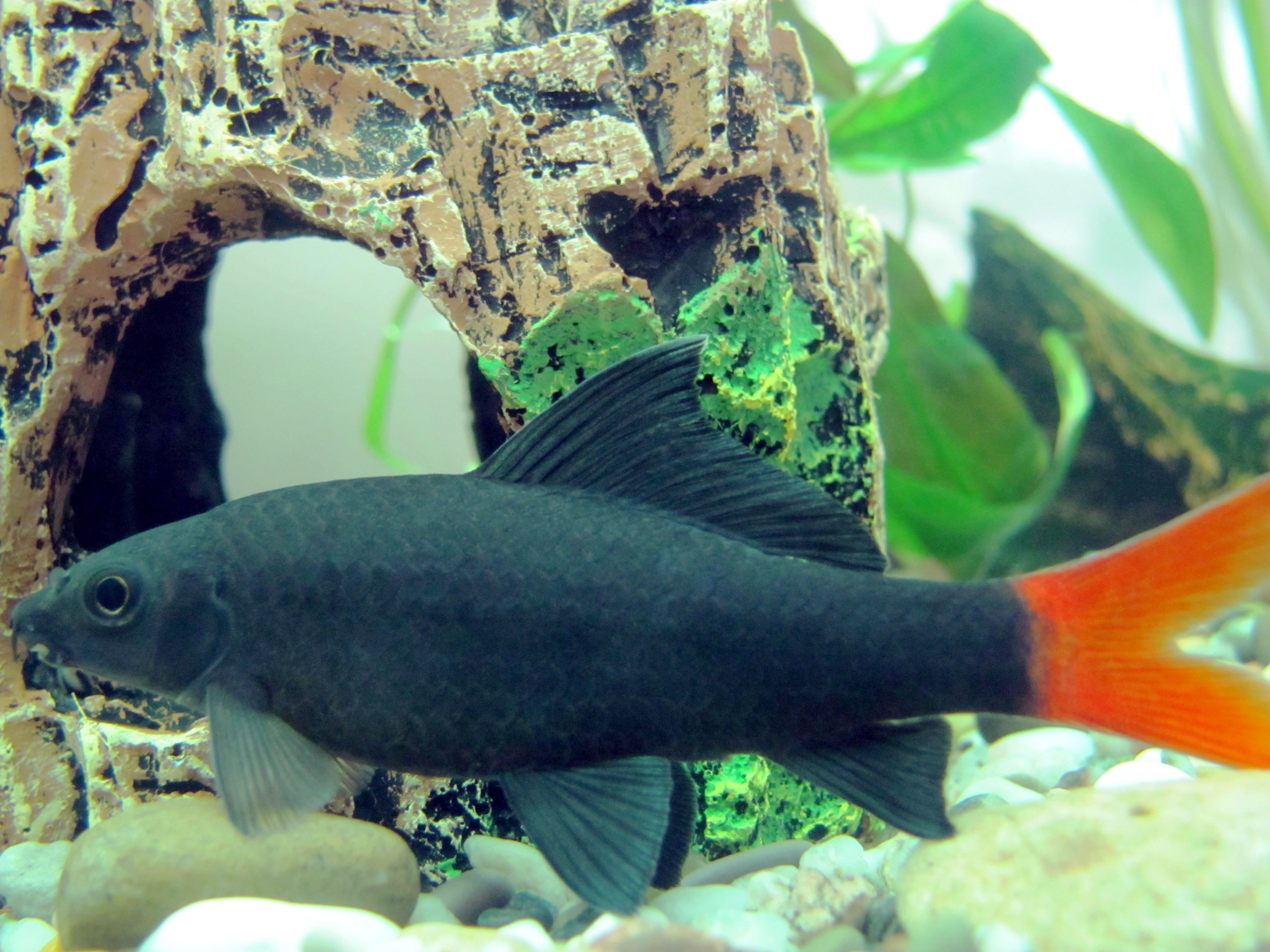

Sa silhouette fuselée rappelle la celle d'un requin, mais ils n'ont rien d'autre en commun. Le labéo bicolore peut atteindre une longueur de 18 cm (mais dépasse rarement les 12 cm), et peut vivre jusqu'à l'âge de 10 ans. Il mange beaucoup d'algues mais aussi des  larves et des vers.

## En aquarium
Sa grande taille à l'âge adulte exige un aquarium de 250 litres minimum.
Lorsque deux labéos bicolores cohabitent, ils peuvent devenir territoriaux. Le labéo dominant ne cesse de harceler et chasser le labéo soumis, l'empêchant de se nourrir et de se reposer. Ce qui entraîne souvent la mort du labéo soumis. Toutefois, il peut intégrer un aquarium communautaire sans difficulté, les conflits inter-spécifiques sont relativement rares.

## La reproduction
La reproduction de ce labéo n'est pas facile à réussir, compte tenu du mauvais caractère du poisson adulte. Cependant, dans un aquarium assez volumineux (400 litres) et avec un peu de chance, un accouplement est possible. Les partenaires nagent flanc contre flanc, puis le mâle rabat sa nageoire dorsale sur la femelle et c'est alors plusieurs centaines d'œufs grisâtres qui sont émis. À la nage libre, les nouveau-nés acceptent les nauplii d'artémia.
| Origine         | Thaïlande                | Eau           | eau douce  |
| Dureté de l'eau | 4 à 15 °GH               | pH            | 6.8 à 7.8  |
| Température     | 22 à 26 °C               | Volume mini.  | 250 l      |
| Alimentation    | Omnivore                 | Taille adulte | 12 à 15 cm |
| Reproduction    | Ovipare                  | Zone occupée  | pleine eau |
| Sociabilité     | solitaire et territorial | Difficulté    | moyenne    |